# Thunnus maccoyii
A Thunnus maccoyii a sugarasúszójú halak (Actinopterygii) osztályának a sügéralakúak (Perciformes) rendjébe, ezen belül a makrélafélék (Scombridae) családjába tartozó faj.

## Előfordulása
A Thunnus maccoyii előfordulási területe az Atlanti-, az Indiai- és a Csendes-óceánok délen levő mérsékelt övi és sark körüli vizeiben van. Az íváshoz északabbra a trópusi tengerekbe, mint például Ausztrália nyugati vizeibe vándorol.

## Megjelenése
Az átlagos mérete 160 centiméter, de 245 centiméteresre is megnőhet. 119-130 centiméteresen felnőttnek számít. Az eddig kifogott legnehezebb példány 260 kilogrammos volt. 39 csigolyája van. Nagyobb méretű tonhal, mely úszóhólyaggal rendelkezik. Az oldalai és hasi része ezüstös-fehérek, néhány áttetsző, függőleges sávval melyek között pontozások vannak. Az elülső hátúszó sárga vagy kékes. A farok alatti úszó sárga fekete véggel. A farokúszó tövét erősítő csontos képződmény, a felnőtteknél sárga színű.

## Életmódja
Ez a tonhal a nyílt óceánok lakója. 50-2743 méteres mélységek között él. Az 5-20 Celsius-fokos vízhőmérsékletet kedveli. Tápláléka kisebb halakból, kalmárokból és különböző rákokból és azok lárváiból, valamint Salpidae-fajokból és egyéb tengeri állatokból tevődik össze.
Legfeljebb 20 évig él.

## Felhasználása
A Thunnus maccoyii rajta van a vándorló tengeri halakat védelmező, úgynevezett Annex I of the 1982 Convention on the Law of the Sea határozat listáján. Ezt a súlyosan veszélyeztetett fajt a kihalás fenyegeti; ha továbbra is így folytatódik a halászata, 100 éven belül kevesebb, mint 500 felnőtt példány marad. Ennek ellenére ipari mértékben halásszák. Főleg konzervdobozba téve árusítják. A sporthorgászok is kedvelik. Japánban közkedvelt tonhal. Új-Zélandon megpróbálják tenyészteni.